# Paulhaguet
Paulhaguet ([polaɡɛ], de l'occitan Paulhagués) est une commune française située dans le département de la Haute-Loire en région d'Auvergne-Rhône-Alpes.

## Géographie

### Localisation
La commune de Paulhaguet se trouve dans le département de la Haute-Loire, en région Auvergne-Rhône-Alpes.
Elle se situe à 44 km par la route du Puy-en-Velay, préfecture du département, à 17 km de Brioude, sous-préfecture, et à 12 km de Mazeyrat-d'Allier, bureau centralisateur du canton du Pays de Lafayette dont dépend la commune depuis 2015 pour les élections départementales.
Les communes les plus proches sont : 
Chassagnes (2,1 km), Salzuit (2,3 km), Couteuges (2,6 km), La Chomette (3,9 km), Mazerat-Aurouze (4,4 km), Domeyrat (4,7 km), Saint-Privat-du-Dragon (5,6 km), Saint-Préjet-Armandon (5,6 km).
| Domeyrat            |                       | Saint-Préjet-Armandon |
| La Chomette Salzuit | Paulhaguet            | Chassagnes            |
| Couteuges           | Saint-Georges-d'Aurac | Mazerat-Aurouze       |

### Climat
Pour des articles plus généraux, voir Climat d'Auvergne-Rhône-Alpes et Climat de la Haute-Loire.
En 2010, le climat de la commune est de type climat océanique altéré, selon une étude du Centre national de la recherche scientifique s'appuyant sur une série de données couvrant la période 1971-2000. En 2020, Météo-France publie une typologie des climats de la France métropolitaine dans laquelle la commune est exposée à un climat de montagne ou de marges de montagne et est dans la région climatique Nord-est du Massif Central, caractérisée par une pluviométrie annuelle de 800 à 1 200 mm, bien répartie dans l’année.
Pour la période 1971-2000, la température annuelle moyenne est de 10,3 °C, avec une amplitude thermique annuelle de 17,1 °C. Le cumul annuel moyen de précipitations est de 632 mm, avec 8 jours de précipitations en janvier et 6,4 jours en juillet. Pour la période 1991-2020, la température moyenne annuelle observée sur la station météorologique de Météo-France la plus proche, « Chavaniac-Lafa », sur la commune de Chavaniac-Lafayette à 8 km à vol d'oiseau, est de 10,5 °C et le cumul annuel moyen de précipitations est de 766,4 mm,. Pour l'avenir, les paramètres climatiques de la commune estimés pour 2050 selon différents scénarios d'émission de gaz à effet de serre sont consultables sur un site dédié publié par Météo-France en novembre 2022.

### Hydrographie
La Senouire traverse Paulhaguet.

### Voies de communication et transports
Routes départementales : D 4 et D 22. La route nationale 102 (axe Clermont-Ferrand – Le Puy-en-Velay) passe à quelques centaines de mètres à l'ouest du centre-bourg, sur la commune limitrophe de Salzuit.
Sur cette même commune, la gare de Paulhaguet est desservie par des trains TER Auvergne reliant les gares de Clermont-Ferrand et du Puy-en-Velay.

## Urbanisme

### Typologie
Au 1er janvier 2024, Paulhaguet est catégorisée bourg rural, selon la nouvelle grille communale de densité à sept niveaux définie par l'Insee en 2022.
Elle est située hors unité urbaine et hors attraction des villes,.

### Occupation des sols
L'occupation des sols de la commune, telle qu'elle ressort de la base de données européenne d’occupation biophysique des sols Corine Land Cover (CLC), est marquée par l'importance des territoires agricoles (69,8 % en 2018), une proportion sensiblement équivalente à celle de 1990 (70,6 %). La répartition détaillée en 2018 est la suivante : 
prairies (47,9 %), forêts (23,9 %), terres arables (11,1 %), zones agricoles hétérogènes (10,8 %), zones urbanisées (6,3 %). L'évolution de l’occupation des sols de la commune et de ses infrastructures peut être observée sur les différentes représentations cartographiques du territoire : la carte de Cassini (XVIIIe siècle), la carte d'état-major (1820-1866) et les cartes ou photos aériennes de l'IGN pour la période actuelle (1950 à aujourd'hui).

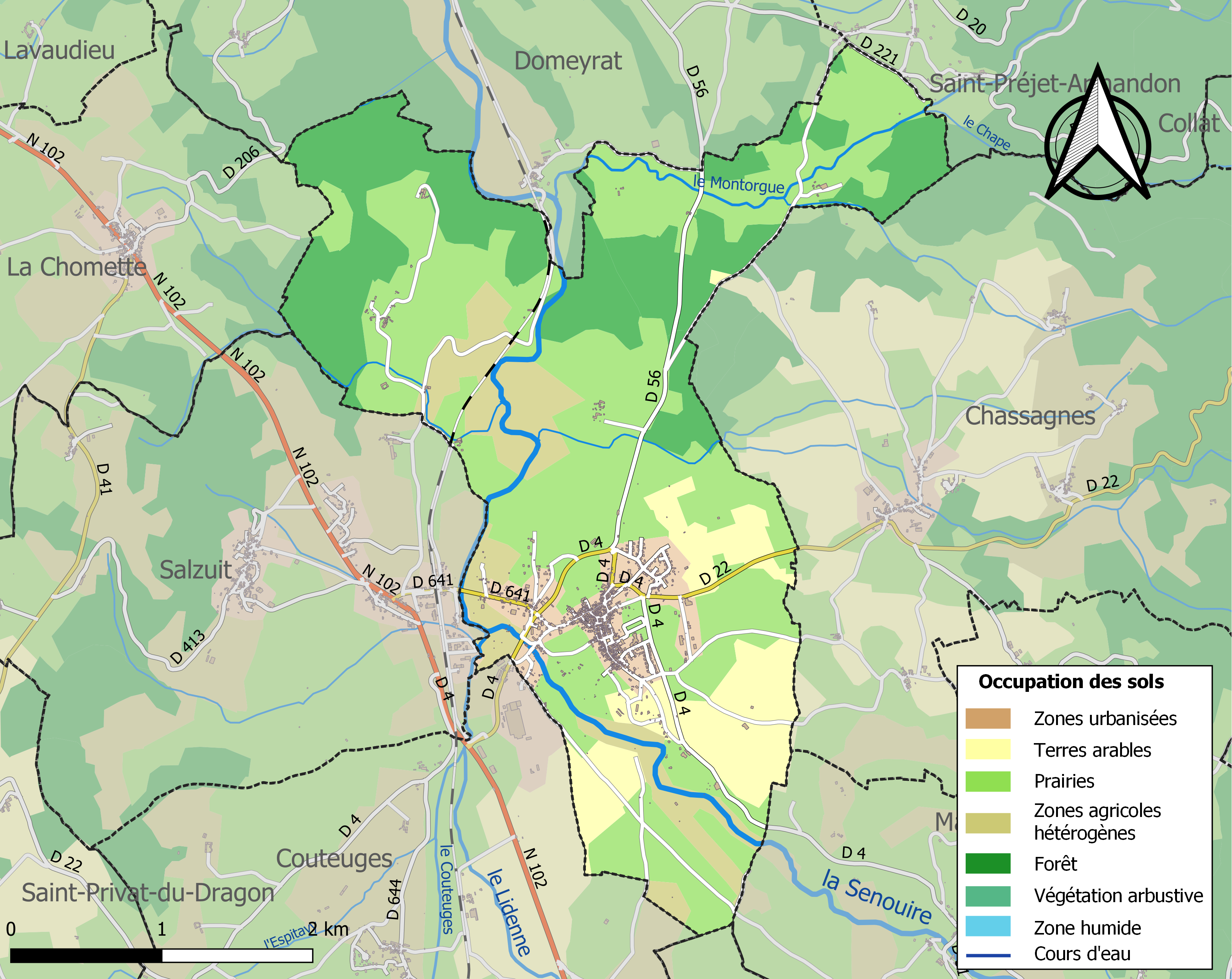
Carte des infrastructures et de l'occupation des sols de la commune en 2018 (CLC).

### Habitat et logement
En 2018, le nombre total de logements dans la commune était de 649, alors qu'il était de 646 en 2013 et de 641 en 2008.
Parmi ces logements, 64,7 % étaient des résidences principales, 17,6 % des résidences secondaires et 17,7 % des logements vacants. Ces logements étaient pour 77,1 % d'entre eux des maisons individuelles et pour 22,9 % des appartements.
Le tableau ci-dessous présente la typologie des logements à Paulhaguet en 2018 en comparaison avec celle de la Haute-Loire et de la France entière. Une caractéristique marquante du parc de logements est ainsi une proportion de résidences secondaires et logements occasionnels (17,6 %) supérieure à celle du département (16,1 %) et à celle de la France entière (9,7 %). Concernant le statut d'occupation de ces logements, 64,1 % des habitants de la commune sont propriétaires de leur logement (62,7 % en 2013), contre 70 % pour la Haute-Loire et 57,5 pour la France entière.
| Typologie                                               | Paulhaguet | Haute-Loire | France entière |
| ------------------------------------------------------- | ---------- | ----------- | -------------- |
| Résidences principales (en %)                           | 64,7       | 71,5        | 82,1           |
| Résidences secondaires et logements occasionnels (en %) | 17,6       | 16,1        | 9,7            |
| Logements vacants (en %)                                | 17,7       | 12,4        | 8,2            |

## Histoire
Ses origines remontent au moins à la période gallo-romaine (Pauliacum). Compte tenu de la prononciation mouillée du lh occitan, la prononciation normale du nom du village est Pauillaguet.
Paulhaguet fut l'objet d'un traité de paréage avec le roi de France en 1316, ce qui en faisait une des rares possessions royales en Auvergne.
Un prieuré y dépendait de l'abbaye Saint-André de Lavaudieu.
La commune est chef-lieu de canton jusqu'en 2015 ; elle fait ensuite partie du canton du Pays de Lafayette.

## Politique et administration

### Découpage territorial
La commune de Paulhaguet est membre de la communauté de communes des Rives du Haut Allier, un établissement public de coopération intercommunale (EPCI) à fiscalité propre créé le 27 décembre 2016 dont le siège est à Langeac.
Sur le plan administratif, elle appartient à l'arrondissement de Brioude, au département de la Haute-Loire, et à la région Auvergne-Rhône-Alpes.
Sur le plan électoral, elle dépend du canton du Pays de Lafayette pour l'élection des conseillers départementaux, depuis le redécoupage cantonal de 2014 entré en vigueur en 2015, et de la deuxième circonscription de la Haute-Loire   pour les élections législatives, depuis le redécoupage électoral de 1986.

### Liste des maires
| Période                                  | Période   | Identité             | Étiquette | Qualité |
| ---------------------------------------- | --------- | -------------------- | --------- | ------- |
| Les données manquantes sont à compléter. |           |                      |           |         |
|                                          | mars 2001 | Claude Vidal         |           |         |
| mars 2001                                | mars 2008 | Jean-Philippe Delmas | DVD       |         |
| mars 2008                                | mars 2014 | Jean-Marc Bony       |           |         |
| mars 2014                                | 2020      | Émile Roussel        |           |         |
| 2020                                     | En cours  | Gérard Belin         |           |         |

## Population et société

### Démographie
La commune connaît un déclin démographique, industriel et économique continu depuis le milieu du XIXe siècle, passant de plus de 1 500 habitants à un peu moins de 1 000.
Après une légère reprise démographique entre 1990 et 1999, la population baisse à nouveau. Cette baisse s'accélère depuis 2008.

L'évolution du nombre d'habitants est connue à travers les recensements de la population effectués dans la commune depuis 1793. Pour les communes de moins de 10 000 habitants, une enquête de recensement portant sur toute la population est réalisée tous les cinq ans, les populations de référence des années intermédiaires étant quant à elles estimées par interpolation ou extrapolation. Pour la commune, le premier recensement exhaustif entrant dans le cadre du nouveau dispositif a été réalisé en 2006.

En 2022, la commune comptait 855 habitants, en évolution de −2,29 % par rapport à 2016 (Haute-Loire : +0,36 %, France hors Mayotte : +2,11 %).
| 1793 | 1800 | 1806  | 1821  | 1831  | 1836  | 1841  | 1846  | 1851  |
| ---- | ---- | ----- | ----- | ----- | ----- | ----- | ----- | ----- |
| 881  | 982  | 1 054 | 1 326 | 1 309 | 1 266 | 1 467 | 1 399 | 1 512 |

| 1856  | 1861  | 1866  | 1872  | 1876  | 1881  | 1886  | 1891  | 1896  |
| ----- | ----- | ----- | ----- | ----- | ----- | ----- | ----- | ----- |
| 1 343 | 1 402 | 1 467 | 1 497 | 1 528 | 1 590 | 1 536 | 1 503 | 1 624 |

| 1901  | 1906  | 1911  | 1921  | 1926  | 1931  | 1936  | 1946  | 1954  |
| ----- | ----- | ----- | ----- | ----- | ----- | ----- | ----- | ----- |
| 1 641 | 1 551 | 1 597 | 1 360 | 1 343 | 1 427 | 1 365 | 1 280 | 1 187 |

| 1962  | 1968  | 1975  | 1982 | 1990 | 1999 | 2006 | 2011 | 2016 |
| ----- | ----- | ----- | ---- | ---- | ---- | ---- | ---- | ---- |
| 1 229 | 1 203 | 1 054 | 996  | 921  | 981  | 973  | 920  | 875  |

| 2021 | 2022 | - | - | - | - | - | - | - |
| ---- | ---- | - | - | - | - | - | - | - |
| 859  | 855  | - | - | - | - | - | - | - |

La ville, située entre Brioude (plus de 6 000 habitants) et Langeac (plus de 4 000 habitants) n'a pas réussi à devenir un pôle industriel de référence, ni à s'inscrire dans la zone d'influence périurbaine des communes suscitées. 61 entreprises y sont recensées par l'INSEE au 1er janvier 2010 : commerces, artisans, industriels, administrations.
Les effectifs en école maternelle à Paulhaguet ont baissé conduisant à la suppression d'un poste d'enseignant à la rentrée 2011. Ce phénomène peut s'expliquer par le départ de familles en raison de plans sociaux chez Carofrance-Marrazzi (30 postes supprimés) et chez Beauregard (une trentaine de postes supprimés en quatre ans).

#### Pyramide des âges
La population de la commune est relativement âgée.
En 2018, le taux de personnes d'un âge inférieur à 30 ans s'élève à 24,7 %, soit en dessous de la moyenne départementale (31 %). À l'inverse, le taux de personnes d'âge supérieur à 60 ans est de 38,7 % la même année, alors qu'il est de 31,1 % au niveau départemental.
En 2018, la commune comptait 414 hommes pour 454 femmes, soit un taux de 52,3 % de femmes, légèrement supérieur au taux départemental (50,87 %).
Les pyramides des âges de la commune et du département s'établissent comme suit.
| Hommes | Classe d’âge | Femmes |
| ------ | ------------ | ------ |
| 2,4    | 90 ou +      | 6,0    |
| 12,6   | 75-89 ans    | 20,8   |
| 18,3   | 60-74 ans    | 16,8   |
| 23,6   | 45-59 ans    | 20,6   |
| 16,0   | 30-44 ans    | 13,4   |
| 14,7   | 15-29 ans    | 11,5   |
| 12,4   | 0-14 ans     | 10,9   |

| Hommes | Classe d’âge | Femmes |
| ------ | ------------ | ------ |
| 0,9    | 90 ou +      | 2,5    |
| 8,4    | 75-89 ans    | 11,7   |
| 20,4   | 60-74 ans    | 20,5   |
| 21,3   | 45-59 ans    | 20,3   |
| 16,8   | 30-44 ans    | 16,3   |
| 15,2   | 15-29 ans    | 13,2   |
| 17     | 0-14 ans     | 15,6   |

## Économie

### Revenus
En 2018, la commune compte 396 ménages fiscaux, regroupant 756 personnes. La médiane du revenu disponible par unité de consommation est de 19 500 € (20 800 € dans le département).

### Emploi
| Division       | 2008  | 2013  | 2018  |
| -------------- | ----- | ----- | ----- |
| Commune        | 6,2 % | 7,3 % | 9,4 % |
| Département    | 6,3 % | 7,7 % | 7,7 % |
| France entière | 8,3 % | 10 %  | 10 %  |

En 2018, la population âgée de 15 à 64 ans s'élève à 483 personnes, parmi lesquelles on compte 74 % d'actifs (64,6 % ayant un emploi et 9,4 % de chômeurs) et 26 % d'inactifs,. En  2018, le taux de chômage communal (au sens du recensement) des 15-64 ans est supérieur à celui du département, mais inférieur à celui de la France, alors qu'il était inférieur à celui du département et de la France en 2008.
La commune est hors attraction des villes,. Elle compte 456 emplois en 2018, contre 485 en 2013 et 500 en 2008. Le nombre d'actifs ayant un emploi résidant dans la commune est de 315, soit un indicateur de concentration d'emploi de 144,6 % et un taux d'activité parmi les 15 ans ou plus de 47 %.
Sur ces 315 actifs de 15 ans ou plus ayant un emploi, 137 travaillent dans la commune, soit 44 % des habitants. Pour se rendre au travail, 76,9 % des habitants utilisent un véhicule personnel ou de fonction à quatre roues, 0,6 % les transports en commun, 13,9 % s'y rendent en deux-roues, à vélo ou à pied et 8,5 % n'ont pas besoin de transport (travail au domicile).

### Équipements et services
La ville propose les services suivants : bibliothèque, camping, permanence de la CPAM et de la Mission locale.
Dans le domaine de l'enfance, une halte-garderie, un accueil périscolaire et un centre de loisirs sont gérés par l'association Léo-Lagrange avec le concours de la communauté de communes de Paulhaguet. On peut également trouver à Paulhaguet trois médecins, un dentiste et un vétérinaire, ainsi qu'une maison de retraite. Un bureau de poste, une caserne de pompiers et une gendarmerie fonctionnent.[réf. nécessaire]

## Culture locale et patrimoine

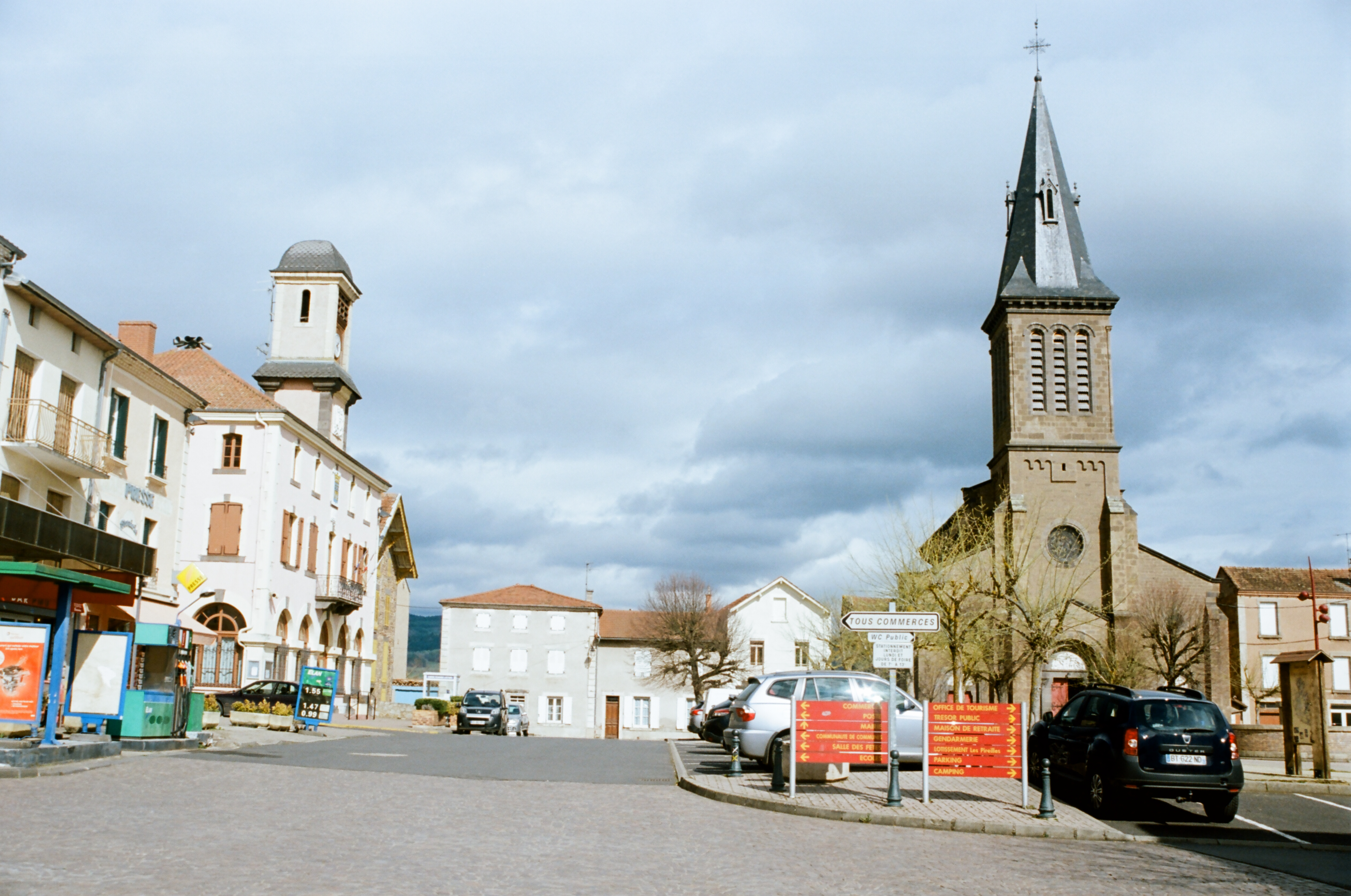
Mairie et église de Paulhaguet.

### Lieux et monuments
- Église de Paulhaguet.
- Prieuré de Paulhaguet.
- Prieuré de Censac.

### Personnalités liées à la commune
- Maurice Branche, homme politique, (1746 à Paulhaguet - 1822 à Riom).
- Roch-Étienne de Vichy, (Paulhaguet, 1753 - Paris, 1829), comte, vicaire général d'Évreux, aumônier de la reine Marie-Antoinette, dernier prieur du prieuré d'Anzy-le-Duc, aumônier de la duchesse d'Angoulême, sous la Restauration, élu évêque de Soissons, puis évêque d'Autun, pair de France, conseiller d'État[25],[26].
- Antoine Avond, (Paulhaguet, 1819 - Lyon, 1866), homme politique.

### Héraldique
| Blason de Paulhaguet | Blason  | D'azur à une porte fortifiée crénelée d'or, maçonnée de sable, accostée de deux clefs adossées d'argent ; au chef cousu* d'azur chargé de deux fleurs de lys d'or.                                |
| Blason de Paulhaguet | Détails | * Ces armes emploient le terme « cousu » dans le seul but de contrevenir à la règle de contrariété des couleurs : elles sont fautives (azur sur azur). Blason présent sur la façade de la mairie. |